# 陆小波
陆小波（1882年3月3日—1973年5月1日），男，江苏镇江人，中国现代实业家。曾任中央银行镇江支行行长、镇江水电公司总经理、茅麓公司董事长、南京大同面粉厂董事长、京江中学董事长、镇江商会会长、江苏省商会联合会理事长等职。中华人民共和国成立后历任镇江政协副主席、市工商联主席、省工商联副主委、省民建副主委等职。

## 生平
1897年到镇江源同钱庄学徒，从此与金融业结缘，历任慎康、元益等钱庄经理、中央银行镇江支行经理，1912年起，担任镇江商会会长，并兼商团团长。
1920年他主动联合扬州商界知名人士，投资创办第一家民营镇扬汽渡公司。
1925年前后他还投资创办了仁章绸厂、权民蚕种场， 润商小学和京江中学。
1927年他代表商会出面接收镇江英租界。
1931年“九·一八”事变后，他积极参加救亡运动，主办《救亡文摘》，宣传抗日，遣散百万难民过江。
1946年被选为江苏省商会联合会理事长。
1949年后曾任江苏省人民政府委员、省政协副主席。

## 纪念
2004年其故居和墓冢一起公布为镇江市文物保护单位（原中华路春江里附近“陆小波故居”）。